# 自然公園一覧
自然公園一覧（しぜんこうえんいちらん） : 自然公園という名で、日本などにみられる公園の名称の一覧。

## 一覧
- 北海道の自然公園 - 北海道の観光地・都道府県立自然公園#北海道の項を参照。
  - 標津町ポー川史跡自然公園
- 青森県の自然公園 - 青森県の観光地・都道府県立自然公園#青森県の項を参照。
- 岩手県の自然公園 - 岩手県の観光地・都道府県立自然公園#岩手県の項を参照。
- 秋田県の自然公園 - 秋田県の観光地・都道府県立自然公園#秋田県の項を参照。
- 宮城県の自然公園 - 宮城県の観光地・都道府県立自然公園#宮城県の項を参照。
  - 加護坊山#大崎市加護坊山自然公園
- 福島県の自然公園 - 都道府県立自然公園#福島県の項を参照。
  - 峠の森自然公園
  - 藤沼湖自然公園
  - 高清水自然公園
- 茨城県の自然公園 - 茨城県の観光地・都道府県立自然公園#茨城県の項を参照。
  - 多賀山地風神山自然公園
- 群馬県の自然公園 - 都道府県立自然公園#群馬県の項を参照。
  - 川和自然公園
- 栃木県の自然公園 - 栃木県の観光地・都道府県立自然公園#栃木県の項を参照。
- 埼玉県の自然公園 - 埼玉県の観光地・都道府県立自然公園#埼玉県の項を参照。
  - 埼玉県こども動物自然公園
- 千葉県の自然公園 - 千葉県の観光地・都道府県立自然公園#千葉県の項を参照。
  - 大町自然公園
- 東京都の自然公園 - 東京都の観光地・都道府県立自然公園#東京都の項を参照。
- 神奈川県の自然公園 - 神奈川県の公園一覧・都道府県立自然公園#神奈川県の項を参照。
  - こども自然公園 大池公園 横浜市立の都市公園
  - 金沢自然公園 横浜市立の都市公園
- 山梨県の自然公園 - 山梨県の観光地・都道府県立自然公園#山梨県の項を参照。
- 長野県の自然公園 - 都道府県立自然公園#長野県の項を参照。
  - 天来自然公園
- 新潟県の自然公園 - 都道府県立自然公園#新潟県の項を参照。
  - 福島潟・福島潟自然公園
- 静岡県の自然公園 - 静岡県の観光地・都道府県立自然公園#静岡県項を参照。
  - 丸火自然公園 静岡県富士市
- 愛知県の自然公園 - 愛知県の観光地・都道府県立自然公園#愛知県の項を参照。
- 石川県の自然公園 - 石川県の観光地・都道府県立自然公園#石川県の項を参照。
- 福井県の自然公園 - 福井県の観光地・都道府県立自然公園#福井県の項を参照。
- 富山県の自然公園 - 都道府県立自然公園#富山県の項を参照。
  - 婦中町自然公園
- 岐阜県の自然公園 - 都道府県立自然公園#岐阜県の項を参照。
  - 各務原アルプス蘇原自然公園
- 滋賀県の自然公園 - 滋賀県の観光地・都道府県立自然公園#滋賀県の項を参照。
- 兵庫県の自然公園 - 兵庫県の観光地・都道府県立自然公園#兵庫県の項を参照。
- 和歌山県の自然公園 - 和歌山県の観光地・都道府県立自然公園#和歌山県の項を参照。
  - 孟子不動谷自然公園
- 鳥取県の自然公園 - 鳥取県の観光地・都道府県立自然公園#鳥取県の項を参照。
- 島根県の自然公園 - 島根県の観光地・都道府県立自然公園#島根県の項を参照。
- 岡山県の自然公園 - 岡山県の観光地・都道府県立自然公園#岡山県の項を参照。
- 広島県の自然公園 - 都道府県立自然公園#広島県の項を参照。
  - 宮島包ヶ浦自然公園
- 山口県の自然公園 - 山口県の観光地・都道府県立自然公園#山口県の項を参照。
- 徳島県の自然公園 - 徳島県の観光地・都道府県立自然公園#徳島県の項を参照。
- 香川県の自然公園 - 香川県の観光地・都道府県立自然公園#香川県の項を参照。
  - みろく自然公園
  - 大串自然公園
- 愛媛県の自然公園 - 愛媛県の観光地・都道府県立自然公園#愛媛県の項を参照。
- 高知県の自然公園 - 都道府県立自然公園#高知県の項を参照。
  - トンボ自然公園
- 佐賀県の自然公園 - 佐賀県の観光地・都道府県立自然公園#佐賀県の項を参照。
- 大分県の自然公園 - 都道府県立自然公園#大分県の項を参照。
  - 高尾山自然公園
  - 蒲戸崎自然公園
- 熊本県の自然公園 - 都道府県立自然公園#熊本県の項を参照。
  - 住吉自然公園
  - 甲岩自然公園
  - つつじヶ丘自然公園
  - 北岡自然公園
  - 立田山 (熊本県)#立田自然公園（泰勝寺跡）
- 沖縄県の自然公園 - 沖縄県の観光地・都道府県立自然公園#沖縄県の項を参照。

## その他
- 舞岡公園
- 奥裾花自然園
- 万博記念公園自然文化園
- 尾関山公園
- 海上の森
- 小田急花鳥山脈
- 高宕山自然動物園
- 豊橋総合動植物公園
- 東京都立自然ふれあい公園
- 嵐山公園 (北海道)